# Aneilema brenanianum
Aneilema brenanianum är en himmelsblomsväxtart som beskrevs av Robert Bruce Faden. Aneilema brenanianum ingår i släktet Aneilema och familjen himmelsblomsväxter. Inga underarter finns listade.